# Yanis Merah
Pour les articles homonymes, voir Merah.
Yanis Merah, né le 2 janvier 1999 à Lyon en France, est un footballeur franco-marocain jouant au poste de défenseur central au Al Sailiya SC.

## Biographie
Yanis Merah naît à Lyon d'un père algérien et d'une mère marocaine.

### Carrière en club

#### Formation à l'ES Troyes
Formé et faisant ses débuts en amateurs à l'ESTAC Troyes, Yanis Merah fait des apparitions avec les U19 ainsi que l'équipe réserve. Le 8 mai 2018, il dispute 90 minutes lors de la finale de la Coupe Gambardella l'opposant face aux U19 du Tours FC, remportant ainsi son premier titre (victoire, 1-2).
Yanis Merah dispute son premier match le 3 décembre 2016 contre l'Olympique Noisy-le-Sec banlieue 93 en entrant en jeu à la place de Joris Moutachy (défaite, 2-1). Le 25 août 2018, il reçoit sa première titularisation contre la réserve du RC Strasbourg (match nul, 1-1). Le 4 mai 2019, il reçoit son premier contrat professionnel. Sa saison 2019-2020 est freinée par une longue blessure à la suite d'une pubalgie. Le club décide alors de ne pas lever l'option d'achat pour le joueur et il n'est finalement pas conservé.

#### MC Oujda
Le 27 octobre 2020, il est transféré pour trois saisons au Mouloudia d'Oujda. Le 2 janvier 2021, il dispute son premier match professionnel contre l'IR Tanger après avoir remplacé Alae-Eddine Bouchenna à la 58ème minute (défaite, 3-0). Le 17 juillet 2021, il reçoit sa première titularisation contre le Moghreb Atlético Tetuán (victoire, 0-1).
Le 4 février 2022, il inscrit son premier but professionnel à l'occasion d'un match de championnat contre l'OC Khouribga (victoire, 3-2).

### Carrière internationale
Approché par la Fédération algérienne de football (FAF) en 2018, Fouzi Lekjaa intervient et convainc Merah à opter pour la nationalité sportive marocaine.

## Palmarès
- ESTAC Troyes :
  - Coupe Gambardella
    - Vainqueur : 2018.